# Heterospathe phillipsii
Heterospathe phillipsii là loài thực vật có hoa thuộc họ Arecaceae. Loài này được D.Fuller & Dowe mô tả khoa học đầu tiên năm 1997.